# Ostřešany
Ostřešany jsou obec v okrese Pardubice v Pardubickém kraji. Leží přibližně pět kilometrů jihovýchodně od krajského města Pardubice. Žije zde přibližně 1 100 obyvatel. V obci se nachází první stupeň základní školy, mateřská škola, obecní úřad, zdravotnické zařízení, restaurace Dvořák, obchod smíšeným zbožím COOP, fotbalové hřiště a betonové hřiště. Blízkost Pardubic a města Chrudim a poměrně slušná dopravní obslužnost zajišťovaná autobusem č. 10 MHD Pardubice má za následek, že do Ostřešan se stěhuje více obyvatel a obec se rozrůstá.[zdroj⁠?!]

## Historie

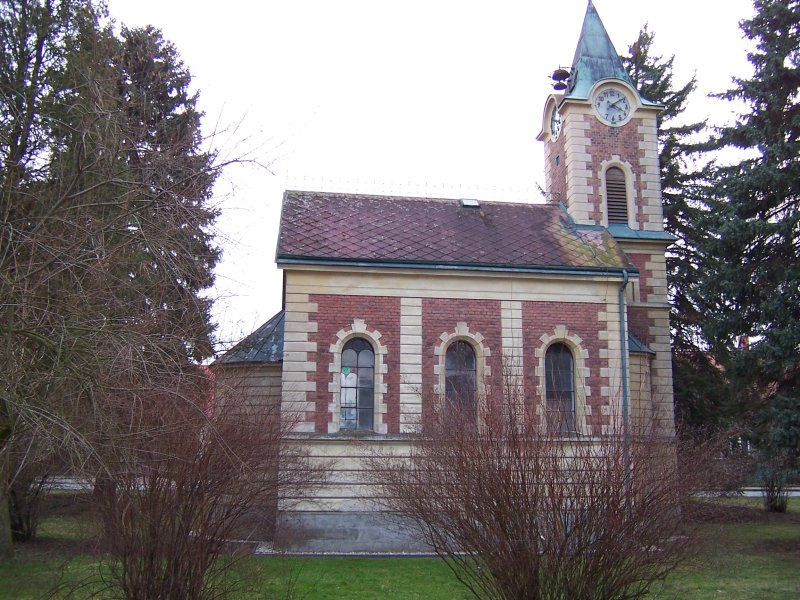
\Novobarokní kaplička v Ostřešanech

Původní název vsi Wostřešany vznikl z „vostrých střech“, kterých se zde nacházel hojný počet. První písemná zmínka o Ostřešanech se nachází v závěti Kojaty Hrabišice z roku 1227, ve které ves odkázal své manželce Vratislavě.

## Obyvatelstvo
| Rok            | 1869 | 1880 | 1890 | 1900 | 1910  | 1921  | 1930  | 1950 | 1961 | 1970 | 1980 | 1991 | 2001 | 2011 | 2021  |
| -------------- | ---- | ---- | ---- | ---- | ----- | ----- | ----- | ---- | ---- | ---- | ---- | ---- | ---- | ---- | ----- |
| Počet obyvatel | 902  | 943  | 928  | 952  | 1 082 | 1 020 | 1 101 | 975  | 942  | 922  | 872  | 850  | 878  | 990  | 1 095 |
| Počet domů     | 117  | 125  | 123  | 133  | 142   | 150   | 207   | 240  | 239  | 239  | 250  | 294  | 311  | 343  | 392   |

## Obecní symboly
Znak a vlajka byly obci uděleny rozhodnutím předsedy Poslanecké sněmovny Parlamentu České republiky dne 19. ledna 2007.

## AFK Ostřešany
Místní fotbalový klub založený roku 1924. Původní název klubu TJ Sokol Ostřešany. První zápas se sehrál v červenci roku 1924. Aktuálně je A tým účastníkem Okresního přeboru Pardubice.
Zakládající členové klubu: Čeněk Daneš, Jan Pejcha, František Dohnal, František Pejcha, Jaroslav Eis, Josef Prachař, Václav Hanzl, Ladislav Sikáček, Antonín Jelínek, František Štěpánek, Čeněk Jelínek, Miroslav Štěpánek, Josef Jelínek, Josef Valach, Ota Krulík, František Valenta, Josef Křivka, Václav Zavřel, Ladislav Kysela, Vincenc Žák.

## Blízké okolí
Pro trávení volného času jsou vhodné cyklistické výlety do okolí nebo se jen tak projít kolem rybníků "Kačák" či zajít do blízkých Nemošic, u nichž se nachází přírodní památka Nemošická stráň.

## Pamětihodnosti
- novobarokní kaplička z roku 1898 nacházející se v centru vsi
- dům č. p. 11, kde bydlela známá malířka Eva Filemonová. Tento dům je zvláštní svojí fasádní výzdobou. Jedná se o originální fresky zmíněné malířky.

## Osobnosti
- Zdeněk Jičínský (1929–2020), právník a politik
- Eva Filemonová (1933–2014), malířka a sochařka